# Val Pusteria
Le val Pusteria (en allemand : Pustertal, en ladin : val de Puster) est une vallée alpine qui pour la plus grande partie est située dans la province autonome de Bolzano, le Tyrol du Sud en Italie, et qui continue dans le Tyrol oriental en Autriche à l'est. Longue d'environ 90 km, la vallée s'étend dans une direction est-ouest entre Bressanone et Lienz. Elle constitue la limite septentrionale du massif des Dolomites.

## Géographie

### Topographie
Le val Pusteria suit la ligne insubrienne au côté sud de la principale crête des Alpes orientales centrales sur 60 kilomètres, dans une direction est-ouest.

### Hydrologie
La partie ouest appartient au bassin de la Rienza, la partie à l'est du champ de Dobbiaco est alimentée par la Drave. La ligne de partage des eaux entre les rivières est également celle qui sépare les deux principaux bassins hydrographiques de la mer Adriatique et de la mer Noire.

### Découpage administratif

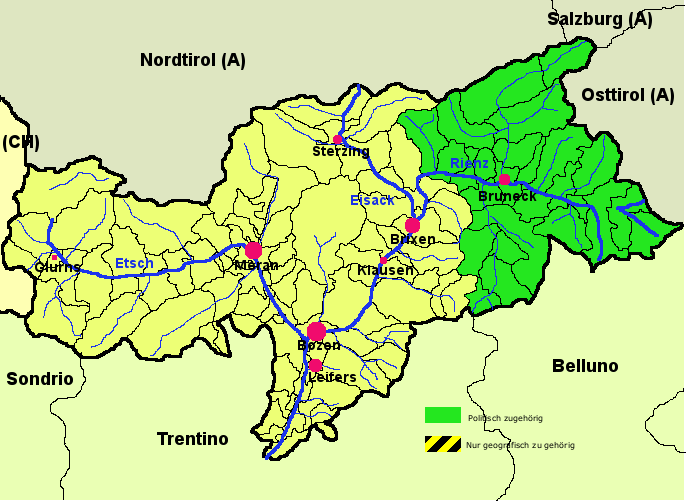
Le Tyrol du Sud avec la communauté du val Pusteria en vert.

Brunico est le chef-lieu de l'unité administrative (comunità comprensoriale) du val Pusteria, la plus grande des huit communautés du Haut-Adige (Tyrol du Sud) en termes de surface, comprenant 26 communes et 73 000 habitants sur 2 071 km2. Les communes sont :
- la ville de Brunico – Bruneck ;
- dans le bas val Pusteria (de l'ouest à l'est) :
  - Vandoies – Vintl,
  - Terento – Terenten,
  - Chienes – Kiens,
  - San Lorenzo di Sebato – Sankt Lorenzen,
  - Falzes – Pfalzen,
  - Gais – Gais,
  - Perca – Percha ;
- dans le haut val Pusteria (de l'ouest à l'est) :
  - Valdaora – Olang,
  - Rasun Anterselva – Rasen-Antholz,
  - Monguelfo – Welsberg,
  - Valle di Casies – Gsies,
  - Braies – Prags,
  - Villabassa – Niederdorf,
  - Dobbiaco – Toblach,
  - San Candido – Innichen,
  - Sesto – Sexten ;
- dans le val Badia :
  - Marebbe – Enneberg – Mareo,
  - San Martino in Badia – Sankt Martin in Thurn – San Martin de Tor,
  - La Valle – Wengen – La Val,
  - Badia – Abtei,
  - Corvara in Badia – Corvara ;
- dans le val di Tures et la valle Aurina :
  - Campo Tures – Sand in Taufers,
  - Selva dei Molini – Mühlwald,
  - Valle Aurina – Ahrntal,
  - Predoi – Prettau.

## Histoire

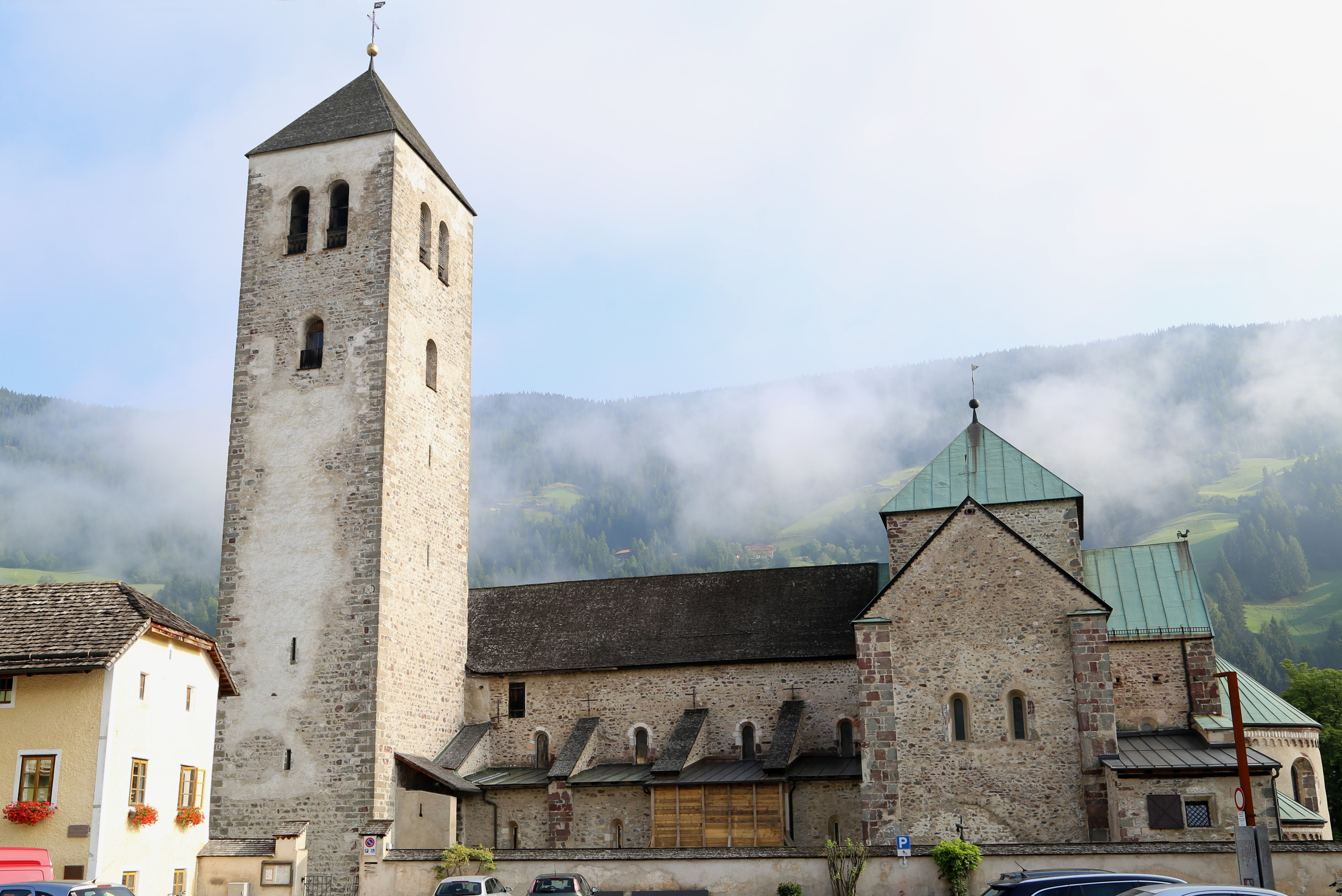
L'église collégiale de San Candido.

On trouve la première mention de la région de Pustrissa (probablement d'origine celte) dans un acte de 974. Au Moyen Âge, un Gau (comté) couvrant la vallée a été fondé après l’incorporation du duché de Bavière dans les royaumes francs sous le règne de Charlemagne vers l'an 800. Il s'étendait de la vallée de l'Isarco et la gorge de Rio di Pusteria (Mühlbach) à l'ouest jusqu'à Assling près de Lienz à l'est. En 769 déjà, le duc Tassilon III de Bavière avait fondé le monastère bénédictin de San Candido (Innichen) pour l'évangélisation des peuples slaves dans l'ancienne principauté de Carantanie. Peu tard, la localité appartint aux évêques de Freising.
Pendant la querelle des Investitures, en 1091, le comté a été cédé aux évêques de Bressanone (Brixen). En 1165, l'évêque Othon VI d'Andechs accorda le fief à son frère Berthold III. Avec l'extinction des comtes d'Andechs au XIIIe siècle, il revint aux comtes de Tyrol, puis, par alliance, aux comtes de Goritz résidant à Lienz. Après le décès du dernier comte Léonard de Goritz en 1500, les domaines sont hérités par la monarchie des Habsbourg et incorporés dans le pays de Tyrol.
La frontière actuelle entre l'Italie et l'Autriche date de 1919 et est le résultat du traité de Saint-Germain-en-Laye signé après la Première Guerre mondiale.

## Transport
La vallée est traversée par le chemin de fer du val Pusteria, par la route nationale 49, et, presque toujours parallèlement à celle-ci, se trouve la piste cyclable du val Pusteria.

## Habitations secondaires
La forte attractivité touristique a conduit à l'achat de nombreuses habitations par des non-résidents. La législation de la province autonome de Bolzano définit les municipalités et les fractions dans lesquelles les résidences secondaires dépassent 10 % des habitations. En septembre 2018, sur les 25 municipalités de la province de Bolzano où il y a plus de 10 % de résidences secondaires, 13 font partie de la région du val Pusteria : Marebbe, San Martino in Badia, Badia, Corvara in Badia, Valdaora, Rasun-Anterselva, Terento, Monguelfo-Tesido, Valle de Cassies, Villabassa, Dobbiaco, San Candido et Sesto. Dans ces communes, tous les nouveaux bâtiments et les rénovations sont désormais réservés aux résidents depuis au moins cinq ans ou ayant un travail dans le Tyrol du Sud.

## Sport
Chaque village du val Pusteria a sa propre équipe de hockey sur glace ; l'équipe de hockey qui prend le nom de la vallée est très suivie : le HC Pustertal. 
En général, les plus grandes communes de la vallée ont quelques petits clubs de football, de ski de fond (cross-country ou alpin), de basket-ball ou de handball locaux. Cependant, beaucoup de communes sont des camps d’été pour les grandes équipes nationales, comme à Riscone di Brunico, où autrefois le FC Internazionale Milano et maintenant la Roma viennent s’entraîner. En 2011, à Villabassa, l’équipe nationale italienne de rugby s’était réunie en vue des championnats du monde en Nouvelle-Zélande.